# Asperula staliana
Asperula staliana là một loài thực vật có hoa trong họ Thiến thảo. Loài này được Vis. mô tả khoa học đầu tiên năm 1850.